# Crotalaria cylindrostachys
Crotalaria cylindrostachys är en ärtväxtart som beskrevs av John Gilbert Baker. Crotalaria cylindrostachys ingår i släktet sunnhampor, och familjen ärtväxter. Inga underarter finns listade i Catalogue of Life.